# Jean Richard (acteur)
Pour les articles homonymes, voir Richard et Jean Richard.
Jean Richard, né le 18 avril 1921 à Bessines (Deux-Sèvres) et mort le 12 décembre 2001 à Senlis (Oise), est un acteur et directeur de cirques français.

## Biographie
Jean Richard est le fils de Pierre Richard, marchand de chevaux, et de Suzanne Boinot (1900-1989).
Lycéen, Jean Richard est passionné par le dessin alors que sa famille le destine à devenir notaire. Il travaille en tant que caricaturiste dans plusieurs journaux de sa région. Après avoir échoué à l'examen d'entrée à la prestigieuse école du Cadre noir de Saumur, il monte sur la scène de cabarets lyonnais où, dans la tradition du comique troupier, il incarne un ahuri sympathique au parler pittoresque qui fleure bon le terroir. Il crée ensuite avec des amis une compagnie de théâtre amateur.
Après avoir suivi les cours du Conservatoire national supérieur d'art dramatique en 1947, Jean Richard exerce ses activités dans le cirque, le cabaret, le cinéma et la télévision. Son premier grand succès au cinéma, Belle Mentalité date de 1952, et Jean Renoir lui offre l'un de ses meilleurs rôles dans Elena et les Hommes.
Sa passion pour les animaux le pousse à se constituer une véritable ménagerie. Celle-ci devient si imposante qu'il crée au milieu des années cinquante un zoo à Ermenonville, où il s'installe en 1955 et dont il est élu conseiller municipal dix ans plus tard. En 1963, il crée dans cette ville La Mer de sable, le parc de loisirs à thème français, profitant d'une grande étendue sablonneuse, qui lui permet de reconstituer des décors du Far West américain.
Passionné par le cirque, il participe à des galas avec le cirque Medrano, puis présente en 1957 et 1958, le premier cirque Jean Richard grâce à la collaboration des familles Grüss et Jeannet et de leur propre cirque. Il rachète le 29 janvier 1972 le cirque Pinder qu'il confie à son fils en 1978 après des soucis de gestion administrative et financière. Pour financer ses projets coûteux, il se résigne alors à tourner dans de nombreux films à l'accueil souvent mitigé, mais aussi dans des pièces de théâtre de qualité inégale et à se produire en province dans les galas Herbert-Karsenty. À ce sujet, un humoriste dira qu'il est « le seul homme à nourrir des lions avec des navets » (sic), phrase qu'il aime répéter.
En 1962, 1965, 1972, il joue aux côtés de Georges Guétary dans des opérettes signées par Marcel Achard (1962 - La Polka des lampions), Charles Aznavour (1965 - Monsieur Carnaval) et Françoise Dorin (1972 - Monsieur Pompadour).
Il finit par rencontrer la célébrité en incarnant pendant plus de vingt ans, à partir d'octobre 1967, le commissaire Maigret à la télévision, sous la direction de Claude Barma, René Lucot, Marcel Cravenne, Denys de La Patellière entre autres dans 88 épisodes dont dix-huit en noir et blanc. Son côté naturellement bourru et lent, sa démarche assurée, et le fait qu'il fume la pipe depuis longtemps, lui ont sans doute permis de décrocher ce rôle, en dépit du nombre très important de candidats en lice. Georges Simenon prodigue alors ses conseils à son interprète qui s'impose très vite dans le rôle. La série s'arrête après la diffusion du 88e et dernier épisode en juin 1990.
Le 10 mai 1973, alors qu'il se trouve au sommet de sa popularité, il est victime d'un terrible accident de voiture cinq kilomètres après la sortie d'Évreux (Eure) ; hospitalisé à l'hôpital Lariboisière, il reste six semaines dans le coma. Pour s'aider à marcher, il utilise la canne que lui avait offert Maurice Chevalier et qui avait appartenu à la mère de celui-ci et sur le pommeau de laquelle est gravée le surnom de celle-ci « La Louque ». Il reprend ensuite ses activités : en octobre 1973 une nouvelle série intitulée Ces animaux qu'on appelle des bêtes et en janvier 1974, il tourne un nouvel épisode de Maigret. Il collabore également à l'époque au magazine pour enfants Pif Gadget où, de 1973 à 1974, il démêle de petites enquêtes, dans la série Jean Richard enquête. À la même période il devient le parrain de Pif Poche, autre publication des Éditions Vaillant, où il apparaît là encore sous la forme d'un personnage de bande dessinée. En 1976, à nouveau dans Pif Gadget, il raconte des histoires d'animaux dans le cadre de la série Jean Richard raconte, les lecteurs pouvant l'écouter grâce aux disques souples offerts dans le journal. Il reçoit, en 1980, le Grand Prix national du cirque après avoir obtenu de l'État la reconnaissance du cirque comme une activité culturelle à part entière.
Les suites de son accident lui posent cependant des difficultés en réduisant sa capacité de travail : devant gérer à la fois sa carrière d'acteur et ses entreprises dans le spectacle, il est obligé de déléguer une partie de ses affaires. En 1978, le cirque Pinder connaît un premier dépôt de bilan. En 1983, après un second dépôt de bilan, Jean Richard doit vendre le cirque Pinder et le cirque qui porte son nom.
En 1990, il prend sa retraite de comédien. Il est fait chevalier de la Légion d'honneur en 1995.

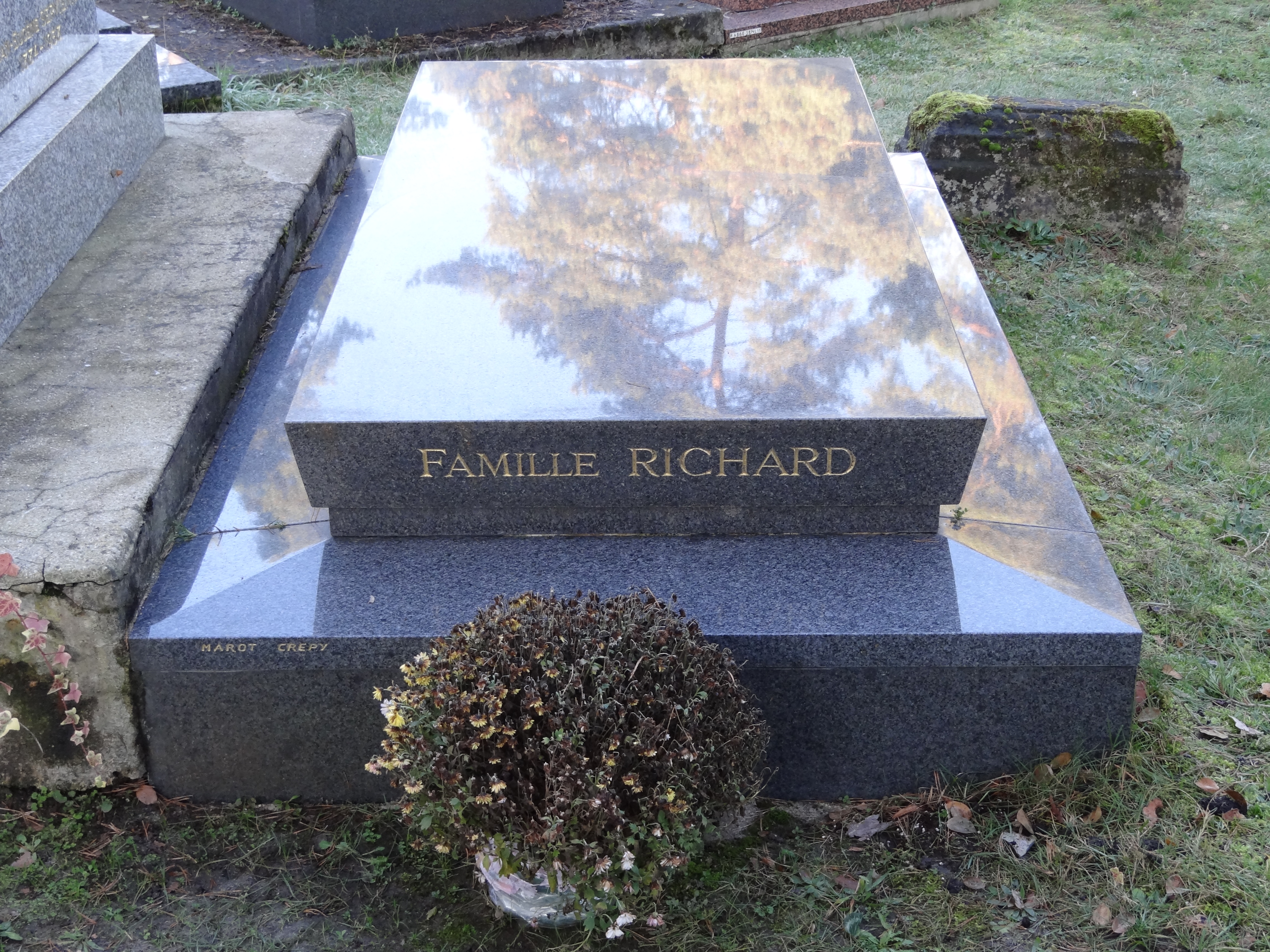
La tombe de Jean Richard au cimetière d'Ermenonville (Oise).

En 1999, il perd son épouse, la comédienne Annick Tanguy, qui avait succédé à Dominique Blanchar dans le rôle de Madame Maigret à la télévision. Il meurt deux ans plus tard d'un cancer. Il est inhumé à Ermenonville dans l'Oise.

### Vie privée
En 1945, Jean Richard épouse en premières noces Anne-Marie Lejard (1922-2013) dont il divorce six ans plus tard, en 1951.
Il se marie en secondes noces, le 3 décembre 1957, avec Annick Tanguy (née le 6 octobre 1930 à Aubervilliers, morte le 24 juillet 1999 à Ermenonville), comédienne et danseuse qu'il avait engagée pour un spectacle burlesque qui ne vit jamais le jour.
De ces unions naissent deux enfants :
- Élisabeth, née le 22 août 1946 de son premier mariage, surnommée « Babette ».
- Jean-Pierre, né à Paris dans le 16e arrondissement le 23 avril 1958, de son second mariage.

Son fils Jean-Pierre Richard a d'abord travaillé avec son père au cirque et présenté des numéros d'animaux (avec des poneys en 1975 et des dromadaires en 1977-1978), avant de devenir un jeune et éphémère directeur du Cirque Jean Richard au tout début des années 1980. Il est mort le 19 juin 2009 à Toulon à l'âge de 51 ans.

## Filmographie

### Cinéma
- 1947 : Six Heures à perdre d'Alex Joffé et Jean Lévitte - Le sergent de ville
- 1949 : Je n'aime que toi de Pierre Montazel - Un passager de l'avion
- 1949 : Le Roi Pandore d'André Berthomieu - Quichenette
- 1949 : Mission à Tanger d'André Hunebelle - Le président ivre
- 1950 : Bertrand cœur de lion de Robert Dhéry - Le brigadier
- 1950 : Adémaï au poteau-frontière de Paul Colline
- 1950 : Le Roi du bla bla bla de Maurice Labro - Jacques
- 1950 : Désordre, court métrage de Jacques Baratier - J. Richard joue son propre rôle
- 1951 : La Garçonnière, court métrage de Claude Orval
- 1951 : Pompons rouges, court métrage de Claude Lalande
- 1951 : Le Passage de Vénus de Maurice Gleize
- 1952 : Les Sept Péchés capitaux sketch : La gourmandise de Carlo Rim - Le paysan
- 1952 : Le Costaud des Batignolles de Guy Lacourt - Le policier
- 1952 : La Demoiselle et son revenant de Marc Allégret - Ricard
- 1952 : Drôle de noce de Léo Joannon - Joseph Bonhomme
- 1952 : Belle Mentalité ! d'André Berthomieu - Honoré Bonvalet
- 1953 : Week-end à Paris (Innocents in Paris) de Gordon Parry - Un peintre
- 1953 : Le Portrait de son père d'André Berthomieu - Paul
- 1953 : Deux de l'escadrille de Maurice Labro - Saucisse
- 1953 : Vedettes en pantoufles, court métrage de Jacques Guillon - J. Richard joue son propre rôle
- 1954 : Si Versailles m'était conté... de Sacha Guitry - Du Croisy et Tartuffe
- 1954 : Drôles de bobines (Cinema d'altri tempi) de Steno - Pasquale
- 1954 : Les Gaietés de l'escadron (Allegro squadrone) de Paolo Moffa - Laperrine
- 1954 : À toi... toujours (Casta diva) de Carmine Gallone - Fiorello
- 1954 : Escalier de service Sketch : Les Béchard de Carlo Rim - Jules Béchard
- 1954 : Scènes de ménage d'André Berthomieu - Des Rillettes
- 1955 : Les deux font la paire d'André Berthomieu  - Achille Baluchet
- 1955 : Chéri-Bibi de Marcello Pagliero - Maxime du Touchais alias : Chéri-Bibi
- 1955 : La Madelon de Jean Boyer - Antoine Pichot
- 1956 : Les Truands de Carlo Rim - Alexandre Benoit
- 1956 : Courte Tête de Norbert Carbonnaux - Fernand Galiveau, éleveur de volailles à Parthenay
- 1956 : Elena et les Hommes de Jean Renoir - Hector, l'ordonnance de Rollan
- 1956 : La vie est belle de Roger Pierre et Jean-Marc Thibault - L'employé
- 1957 : La Peau de l'ours de Claude Boissol - Le commissaire Étienne Ledru
- 1957 : Nous autres à Champignol de Jean Bastia - Claudius Binoche
- 1957 : C'est arrivé à 36 chandelles d'Henri Diamant-Berger - J. Richard tient son propre rôle
- 1958 : En bordée de Pierre Chevalier - Prosper Cartahu
- 1958 : La Vie à deux de Clément Duhour - André Le Lorrain
- 1958 : Cigarettes, Whisky et P'tites Pépées de Maurice Régamey : Apparition en homme qui demande du wisky et qui se fait assommer
- 1958 : Le train de 8h47 film resté inachevé de Jack Pinoteau
- 1959 : Mon pote le gitan de François Gir - Pittuiti's
- 1959 : Messieurs les ronds-de-cuir d'Henri Diamant-Berger - Boudin
- 1959 : Vous n'avez rien à déclarer ? de Clément Duhour - Frontignac
- 1959 : Arrêtez le massacre d'André Hunebelle - Antoine Maurin
- 1959 : Certains l'aiment froide de Jean Bastia et Guy Lionel - Jérôme Valmorin, l'explorateur
- 1959 : Le Gendarme de Champignol de Jean Bastia - Claudius Binoche
- 1960 : La Famille Fenouillard d'Yves Robert - Agénor Fenouillard
- 1960 : Les Tortillards de Jean Bastia - César Beauminet, le directeur de la petite troupe de théâtre
- 1960 : Les Fortiches de Georges Combret - Dédé
- 1960 : Tête folle de Robert Vernay - Gérard
- 1960 : Sans tambour ni trompette (Die gans von Sedan) de Helmut Käutner - Léon
- 1960 : Candide ou l'Optimisme au XXe siècle de Norbert Carbonnaux - Le trafiquant du marché noir
- 1960 : Ma femme est une panthère de Raymond Bailly - Roger
- 1961 : La Belle Américaine de Robert Dhéry - Le serrurier
- 1962 : La Guerre des boutons d'Yves Robert - Le père Lebrac
- 1962 : C'est pas toujours du caviar ou Pépées et caviar (Es muss nicht immer kaviar sein) de Géza von Radványi - Siméon
- 1962 : Caviar sur canapé (Diesmal muss es kaviar sein) de Géza von Radványi - Siméon
- 1962 : Un clair de lune à Maubeuge de Jean Chérasse - Philibert, un employé
- 1962 : Nous irons à Deauville de Francis Rigaud - Le plombier
- 1962 : Tartarin de Tarascon de Francis Blanche
- 1962 : Du mouron pour les petits oiseaux de Marcel Carné - Louis, le boucher
- 1963 : Bébert et l'Omnibus d'Yves Robert - M. Martin
- 1963 : Clémentine chérie de Pierre Chevalier - Auguste
- 1963 : Le Coup de bambou de Jean Boyer - Albert
- 1963 : Dragées au poivre de Jacques Baratier - M. Lepetit, l'autre "papa nounou"
- 1964 : Allez France ! de Robert Dhéry et Pierre Tchernia - Un français dans le bus
- 1964 : Humour noir Sketch : La bestiole de Claude Autant-Lara - Polyte
- 1964 : Dernier Tiercé de Richard Pottier - M. Laredon
- 1964 : Jaloux comme un tigre de Darry Cowl - Le monsieur de la voiture accidentée
- 1964 : Comment épouser un premier ministre de Michel Boisrond - Le promoteur
- 1964 : Les Mordus de Paris de Pierre Armand - M. Durand
- 1965 : La Corde au cou de Joseph Lisbona - Arthur
- 1965 : Les Fêtes galantes de René Clair - Le prince de Beaulieu
- 1965 : La Bonne Occase de Michel Drach - L'aumônier
- 1965 : L'Or du duc de Jacques Baratier
- 1965 : La Tête du client de Jacques Poitrenaud - Le docteur Tannay
- 1965 : Le Lit à deux places Sketch: "Le berceau" de Jean Delannoy - L'aubergiste
- 1965 : Les Bons Vivants Sketch : "Les bons vivants" de Georges Lautner : Paul Arnaud
- 1966 : Sale temps pour les mouches... de Guy Lefranc - L'inspecteur Alexandre Benoît Bérurier
- 1966 : Le Caïd de Champignol de Jean Bastia - Claudius Binoche
- 1966 : Le désordre à 20 ans "documentaire" de Jacques Baratier - Lui-même
- 1967 : Bang-Bang de Serge Piollet - Paulo
- 1967 : Le Plus Vieux Métier du monde Sketch : "Mlle Mimi" de Philippe de Broca - Antoine, le commissaire du peuple
- 1968 : Béru et ces dames de Guy Lefranc - L'inspecteur Alexandre Benoît Bérurier
- 1969 : La Maison de campagne de Jean Girault - Bertrand Boiselier
- 1969 : L'Auvergnat et l'Autobus de Guy Lefranc - J. Richard tient son propre rôle
- 1969 : Du blé en liasses d'Alain Brunet
- 1972 : Le Viager de Pierre Tchernia - Jo, un petit malfrat
- 1981 : Signé Furax de Marc Simenon - Apparition en commissaire Maigret

### Télévision

#### Téléfilm

##### Maigret à la télévision
Les Enquêtes du commissaire Maigret
- rôle du commissaire Jules Maigret -
- 1967 : Cécile est morte de Claude Barma
- 1967 : La tête d'un homme de René Lucot
- 1968 : Le Chien jaune de Claude Barma
- 1968 : Signé Picpus de Jean-Pierre Decourt
- 1968 : L'Inspecteur Cadavre de Michel Drach
- 1968 : Félicie est là de Claude Barma
- 1969 : La Maison du juge de René Lucot
- 1969 : L'Ombre chinoise de René Lucot
- 1969 : La Nuit du carrefour de François Villiers
- 1970 : L'Écluse N°1 de Claude Barma
- 1970 : Maigret et son mort de Claude Barma
- 1970 : Maigret de Claude Barma
- 1971 : Maigret à l'école de Claude Barma
- 1971 :  Maigret en vacances de Claude Barma
- 1971 : Maigret et le Fantôme de René Lucot
- 1971 : Maigret aux assises de Marcel Cravenne
- 1972 : Le Port des brumes de Jean-Louis Muller
- 1972 : Maigret se fâche de François Villiers
- 1972 : Pietr le Letton de Jean-Louis Muller
- 1972 : Maigret en meublé de Claude Boissol
- 1973 : Mon ami Maigret de François Villiers
- 1973 : Maigret et l'Homme du banc de René Lucot
- 1973 : Maigret et la Jeune Morte de Claude Boissol
- 1974 : Maigret et le Corps sans tête de Marcel Cravenne
- 1974 : Maigret et la Grande Perche de Claude Barma
- 1975 : La Folle de Maigret de Claude Boissol
- 1975 : La guinguette à deux sous de René Lucot
- 1975 : Maigret hésite de Claude Boissol
- 1976 : Maigret a peur de Jean Kerchbron
- 1976 : Un crime en Hollande de René Lucot
- 1976 : Maigret chez les Flamands de Jean-Paul Sassy
- 1976 : Les Scrupules de Maigret de Jean-Louis Muller
- 1977 : Maigret, Lognon et les gangsters de Jean Kerchbron
- 1977 : Maigret et M. Charles de Jean-Paul Sassy
- 1977 : L'Amie de madame Maigret de Marcel Cravenne
- 1977 : Au rendez-vous des Terre-Neuvas de Jean-Paul Sassy
- 1978 : Maigret et le marchand de vin de Jean-Paul Sassy
- 1978 : Maigret et les témoins récalcitrants de Denys de La Patellière
- 1978 : Maigret et le tueur de Marcel Cravenne
- 1978 : Maigret et l'affaire Nahour de René Lucot
- 1979 : Liberty-Bar de Jean-Paul Sassy
- 1979 : Maigret et le fou de Bergerac d'Yves Allégret
- 1979 : Maigret et l'Indicateur d'Yves Allégret
- 1979 : Maigret et la dame d’Etretat ou "Maigret et la vieille dame" de Stéphane Bertin
- 1980 : L’affaire Saint-Fiacre de Jean-Paul Sassy
- 1980 : Le charretier de la Providence de Marcel Cravenne
- 1980 : Maigret et l’ambassadeur ou "Maigret et les vieillards" de Stéphane Bertin
- 1981 : Maigret et le pendu de Saint-Pholien d'Yves Allégret
- 1981 : Maigret en Arizona ou "Maigret chez le Coroner" de Stéphane Bertin
- 1981 : Une confidence de Maigret d'Yves Allégret
- 1981 : La danseuse du Gai-Moulin de Jean-Paul Sassy
- 1981 : Maigret se trompe de Stéphane Bertin
- 1982 : Le Voleur de Maigret de Jean-Paul Sassy
- 1982 : Maigret et l'Homme tout seul de Jean-Paul Sassy
- 1982 : Maigret et les braves gens de Jean-Jacques Goron
- 1982 : Maigret et le clochard de Louis Grospierre
- 1983 : La Colère de Maigret d'Alain Levent
- 1983 : Maigret s'amuse de René Lucot
- 1983 : Un Noël de Maigret de Jean-Paul Sassy
- 1983 : La tête d’un homme (2e version) de Louis Grospierre
- 1984 : L'Ami d'enfance de Maigret de Stéphane Bertin
- 1984 : Maigret se défend de Georges Ferraro
- 1984 : La Patience de Maigret d'Alain Boudet
- 1984 : Maigret à Vichy d'Alain Levent
- 1984 : La nuit du carrefour (2e version) de Stéphane Bertin
- 1985 : Le client du samedi de Pierre Bureau
- 1985 : Le revolver de Maigret de Jean Brard
- 1985 : Maigret au Picratt’s de Philippe Laïk
- 1987 : Maigret chez le ministre de Louis Grospierre
- 1987 : Un échec de Maigret de Gilles Katz
- 1987 : Maigret voyage de Jean-Claude Carrière
- 1987 : Monsieur Gallet, décédé de Georges Ferraro
- 1987 : Les caves du Majestic de Maurice Frydland
- 1988 : La Pipe de Maigret de Jean-Marie Coldefy
- 1988 : Maigret et la vieille dame de Bayeux de Philippe Laïk
- 1988 : Le Notaire de Châteauneuf de Gérard Gozlan
- 1988 : Le Chien jaune (2e version) de Pierre Bureau
- 1988 : Maigret et le témoignage de l’enfant de chœur de Michel Subiela
- 1988 : Maigret et l’inspecteur malgracieux de Philippe Laïk
- 1988 : La morte qui assassina ou "Le client le plus obstiné du monde" de Jean-Claude Youri
- 1988 : Maigret et le voleur paresseux de Jean-Marie Coldefy
- 1988 : Maigret et l’homme de la rue de Jean Kerchbron
- 1989 : Tempête sur la Manche d'Édouard Logereau
- 1989 : L'Amoureux de Madame Maigret de James Thor
- 1989 : L'Auberge aux noyés de Jean-Paul Sassy
- 1989 : Jeumont, 51 minutes d’arrêt ! de Gilles Katz
- 1990 : Stan le tueur de Philippe Laïk
- 1990 : Maigret à New York de Stéphane Bertin

##### Autres téléfilms
- 1958 : Le Village perdu de Jean-Christophe Averty
- 1959 : La Malle volante de Marcel Cravenne (téléfilm)
- 1961 : Le Médecin malgré lui de René Lucot - Sganarelle
- 1961 : Le Sérum de bonté feuilleton en 13 épisodes de 26 minutes, de Jacques Daniel-Norman - M. Dupont, dans les 26 épisodes
- 1961 : Gargantua (diffusé en deux époques) de Pierre Badel - Gargantua
- 1961 : Vincent Scotto d'Henri Spade - Polin
- 1962 : Noix de coco de Marcel Achard, réalisation Pierre Badel - Loulou
- 1964 : La Belle Marinière de Jean-Pierre Marchand
- 1964 : 29 degrés à l'ombre de Jean-Pierre Marchand
- 1964 : Médard et Barnabé, feuilleton en 13 épisodes de 26 minutes, de Raymond Bailly - Médard, le maire dans les 13 épisodes
- 1967 : Demeure chaste et pure de Pierre Badel
- 1967 : Panouillard épisode de Les Créatures du bon dieu de Jean Laviron
- 1967 : Malin comme un singe épisode de Les Créatures du bon dieu de Jean Laviron
- 1972 : Au théâtre ce soir : Noix de coco de Marcel Achard, mise en scène Jean Meyer, réalisation Pierre Sabbagh, Théâtre Marigny - Loulou
- 1972 : Dans le jardin de Franc-Nohain documentaire d'Alain Frey - Lui-même
- 1972 : Au théâtre ce soir : Le Médecin malgré lui de Molière, mise en scène Jean Meyer, réalisation Georges Folgoas, Théâtre Marigny - Sganarelle
- 1972 : Au théâtre ce soir : Lidoire de Georges Courteline, mise en scène Jean Meyer, réalisation Georges Folgoas, Théâtre Marigny
- 1972 : Au théâtre ce soir : Les Boulingrin de Georges Courteline, mise en scène Jean Meyer, réalisation Georges Folgoas, Théâtre Marigny
- 1980 : La Traque de Philippe Lefebvre
- 1982 : S'il vous plaît documentaire de Jacques Duhon - Lui-même
- 1982 : Bourvil, un éclat de rire documentaire de Catherine Dupuis - Lui-même

## Théâtre
- 1947 : Dom Juan de Molière, mise en scène Louis Jouvet, Théâtre de l'Athénée
- 1950 : L'École des femmes de Molière, mise en scène Louis Jouvet, Théâtre des Célestins
- 1951 : Du-Gu-Du, spectacle des Branquignols, Théâtre La Bruyère, texte André Frédérique, musique Gérard Calvi
- 1952 : Le Sire de Vergy de Robert de Flers, Gaston Arman de Caillavet, mise en scène Jean-Pierre Grenier, Théâtre La Bruyère
- 1953 : Demeure chaste et pure de George Axelrod, adaptation Jacques Deval, mise en scène Jacques Deval, Théâtre Édouard-VII
- 1955 : Il y a longtemps que je t'aime de Jacques Deval, mise en scène Jean Le Poulain, Théâtre Édouard-VII
- 1956 : Bon appétit monsieur de Gilbert Laporte, mise en scène Alfred Pasquali, Théâtre de l'Athénée
- 1957 : Tête de linotte opérette de Raymond Vincy, musique Francis Lopez, mise en scène Léon Ledoux, A.B.C.
- 1960 : Noix de coco de Marcel Achard, mise en scène Jean Meyer, Théâtre de Paris
- 1961 : Le Médecin malgré lui de Molière, mise en scène Jean Meyer, Théâtre du Palais Royal
- 1961 : Noix de coco de Marcel Achard, mise en scène Jean Meyer, Théâtre des Célestins
- 1961 : La Polka des lampions, opérette, livret Marcel Achard, musique Gérard Calvi, mise en scène Maurice Lehmann, Théâtre du Chatelet
- 1964 : Machin-Chouette de Marcel Achard, mise en scène Jean Meyer, Théâtre Antoine
- 1965 : Monsieur Carnaval livret de Frédéric Dard, musique Charles Aznavour et Mario Bua, mise en scène Maurice Lehmann, Théâtre du Châtelet
- 1968 : Quatre pièces sur jardin de Pierre Barillet et Jean-Pierre Grédy, mise en scène Jacques Charon, Théâtre des Bouffes-Parisiens
- 1971 : Monsieur Pompadour de Françoise Dorin, mise en scène Jacques Charon, Théâtre Mogador
- 1972 : Noix de coco de Marcel Achard, mise en scène Jean Meyer,
- 1972 : Le Médecin malgré lui de Molière, mise en scène Jean Meyer, Maison des Jeunes Cachan
- 1972 : Les Boulingrin de Georges Courteline, mise en scène Jean Meyer, Maison des Jeunes Cachan
- 1972 : Lidoire de Georges Courteline, mise en scène Jean Meyer, Maison des Jeunes Cachan
- 1973 : Le Médecin malgré lui de Molière, mise en scène Jean Meyer, Théâtre des Célestins, Théâtre de Boulogne-Billancourt

## Le cirque - Les animaux - Les loisirs
Passionné par les animaux et par le cirque, Jean Richard mena, à côté de son métier d'acteur, une seconde carrière dans le domaine du cirque, des animaux et des loisirs.
- Fondateur du zoo Jean Richard en 1955.
- Fondateur de la première enseigne cirque Jean Richard en 1957 avec le cirque des Grüss-Jeannet.
- Fondateur du parc d'attractions La Mer de sable à Ermenonville (Oise) en 1963.
- Reprise du cirque Pinder en 1972.
- En 1973, il assure l'exploitation et dirige les cirques Jean Richard et Pinder ; il est victime la même année d'un accident de voiture.
- Gérant du parc de La Vallée des Peaux-Rouges à Fleurines (Oise).

Jean Richard constitua la plus grande entreprise de spectacle et de loisir d'Europe comprenant à son apogée en 1977 :
- 3 chapiteaux itinérants
  - le Cirque Jean Richard
  - le Cirque Pinder Jean Richard
  - le Nouveau Cirque Jean Richard devenu au bout de 2 ans le cirque Medrano
- 1 chapiteau sédentaire
  - le Nouvel Hippodrome de Paris (chapiteau géant de 6000 places)
- 1 parc zoologique
  - le zoo d'Ermenonville
- 2 parcs d'attractions
  - la Mer de sable
  - la Vallée des Peaux-Rouges

Le zoo d'Ermenonville, célèbre pour son spectacle de dauphins, ses gorilles et orangs-outans, faisait collection commune de ses animaux avec les ménageries des cirques Jean Richard.
En 1974, Jean Richard a lancé une éphémère ménagerie itinérante sous l'appellation Expédition Jungle.

### Centres attractifs
- 1955 : ouverture au public du zoo d'Ermenonville (2e zoo privé de France d'après-guerre)
- 1956 : inauguration du zoo d'Ermenonville en mai 1956 par Michèle Morgan et Madeleine Robinson
- 1963 : création de la Mer de sable à Ermenonville
- 1965 : construction du Cirque d'Été dans l'enceinte du zoo à Ermenonville
- 1966 : création de la Vallée des Peaux-Rouges à Fleurines
- 1968 : création d'une ménagerie de dressage dans l'enceinte du zoo
- 1969 : présentation d'un spectacle de dauphins savants dans l'enceinte du zoo
- 1971 : retour des dauphins au zoo
- 1971 : Jean Richard rachète la Vallée des Peaux-Rouges
- 1981 : transformation du chapiteau du Cirque d'Été en petit musée appelé Cirque mon ami
- 1988 : fermeture définitive de la Vallée des Peaux-Rouges
- 1991 : fermeture définitive du zoo
- 2005 : vente des Centres attractifs Jean Richard (La Mer de sable) à la Compagnie des Alpes

### Chapiteaux et spectacles
- 1957-1958 : Cirque-Zoo Jean Richard ou « le cirque des vedettes » avec le cirque Grüss-Jeannet d'Alexis Grüss (Sr.), André Grüss et Lucien Jeannet
- 1964 : réapparition du Cirque Jean Richard au Palais des sports de Paris en décembre 1964 toujours en association avec les Grüss-Jeannet (spectacle de cirque pour les fêtes de fin d'année)
- 1968-1983 : Cirque Jean Richard
- 1969-1970 : spectacle de dauphins présenté à partir du 22 novembre 1969 sous chapiteau à Paris, avant de se produire en 1970 dans les grandes villes de France
- 1972-1983 : Cirque Pinder Jean Richard
- 1973 : série d'incendies criminels au Cirque Pinder Jean Richard[8] - accident de la route de Jean Richard le 10 mai 1973 au retour de la reconstitution des actes criminels[9]
- 1975-1982 : Nouvel Hippodrome de Paris
  - reprise du spectacle Ben-Hur du 20 novembre 1975 au 4 janvier 1976
  - installation au jardin des Tuileries d'avril à juin 1976
  - le Cirque sur l'eau de Budapest en 1976
  - le Cirque d'État de la RDA du 26 novembre 1977 au 8 janvier 1978
- 1976-1978 : Nouveau Cirque Jean Richard (devient Medrano en 1978)
- 1978 : première faillite des Chapiteaux Spectacles Jean Richard
- 1982 : tempête de décembre 1982 sur le chapiteau du Nouvel Hippodrome de Paris contraint à fermer ses portes[10]
- 1983 : deuxième faillite des Chapiteaux Spectacles Jean Richard (la société sera reprise par Gilbert Edelstein)

### Présentation et dressage d'animaux
- septembre 1955 : à l'Olympia, Jean Richard fait une entrée en cage avec Lisa, la lionne de Sarah Caryth.
- du 25 novembre au 15 décembre 1955 : Jean Richard effectue une entrée en piste au Cirque Medrano de Paris où il présente les 6 éléphants d'Asie de Rolf Knie.
- mars 1956 : Gala de l'Union des Artistes avec les chevaux en liberté d'Alexis Grüss (Sr.).
- 1956 : avec le Cirque des Grüss-Jeannet à Bruxelles, Jean Richard effectue une entrée en cage comique avec une lionne et présente 6 chevaux en liberté.
- 1956 : lors de galas à Genève avec le Cirque Knie, Jean Richard présente le troupeau de 7 éléphants africains.
- saison 1957 du Cirque-Zoo Jean Richard avec les Grüss-Jeannet : Jean Richard assure la 2e partie du spectacle avec son premier groupe de 4 lions et un groupe de 3 éléphants.
- 1960 : pour l'exposition de Bruxelles avec les Grüss, Jean Richard présente le spectacle du Cirque de Moscou.
- mars 1963 : Gala de l'Union des Artistes avec les tigres de Bouglione.
- 1965 : au Palais des Sports de Paris, Jean Richard présente un groupe de 5 lionnes ainsi que les éléphants des Grüss-Jeannet.

### Émissions télévisées
- les émissions télévisées de Jean Richard consacrées aux animaux :
  - De la Jungle à la Piste (1968), série de 26 émissions,
  - Ces animaux qu'on appelle des bêtes (1re chaîne, 1971-1972), série de 26 épisodes en 1971 suivie de 26 émissions de la même série en 1972.
- les émissions télévisées de Jean Richard consacrées au cirque :
  - 1,2,3… en piste (1re chaîne), émission présentée par Marcel Fort et Jacqueline Monsigny,
  - Messieurs les Clowns (2e chaîne couleur),
  - Calvacade Circus (1973),
  - Cirques du Monde (1974-1977).

### Discographie
- De la Jungle à la Piste (1968) : ce disque a obtenu le Grand Prix de l'Académie Charles-Cros en 1969.
- Dans le numéro 356 de Pif Gadget (1975), on pouvait trouver un disque souple 33 tours enregistré par Jean Richard et reprenant Les petits renards, bande dessinée présente dans l'hebdomadaire.
- Des espions au Zoo, un livret-disque 33 tours.
- En 1983, un 45 tours « Dis moi Jean Richard » [11] et « Tous les clowns sont nos amis » [12] avec la chorale des écoliers de Bondy.
- Pierre et le Loup (narration)

## Publications
- Mes bêtes à moi : Fernand Nathan Éditeur, Paris (1966) - Ce livre a obtenu le Prix Grammont.
- Envoyez les Lions ! Ou le métier de dompteur : Éditions Fernand Nathan, Paris (1971).
- Nos amis les Lions : Fernand Nathan, Paris (1974).
- Nos amis les Guépards : Fernand Nathan, Paris (1974).
- Nos amis les Zèbres : Fernand Nathan, Paris (1974).
- Nos amis les Éléphants : Fernand Nathan, Paris (1974).
- Nos amis les Hippopotames : Fernand Nathan, Paris (1974).
- Nos amis les Ours : Fernand Nathan, Paris (1974).
- Ma vie sans filet : Robert Laffont, Paris (1984).
- Préface du livre « Mon Zoo... Ma vie » de Claude Caillé (1983).